# Шафик, Фуад
Фуад Шафик (араб. فؤاد شفيق‎, фр. Fouad Chafik, рожд. 16 октября 1986, Пьеррлатт, Франция) — марокканский и французский футболист, защитник клуба «Дижон». Выступает за основную сборную Марокко по футболу.

## Клубная карьера
Во взрослом футболе дебютировал в 2010 году выступлениями за команду клуба «Валанс». Играл за команду из Валанса следующие два сезона. Большинство времени, проведённого в составе клуба «Валанс», был основным защитником команды.
В 2012 году заключил контракт с клубом «Истр», в составе которого провёл следующие два года. С 2014 года защищал цвета клуба «Лаваль». К составу клуба «Дижон» присоединился в 2016 году.

## Выступления за сборную
В 2015 году дебютировал в официальных матчах в составе национальной сборной Марокко, сыграл 9 матчей.
В составе сборной был участником Кубка африканских наций в Габоне.